# Tafernwirtschaft (Aiging)

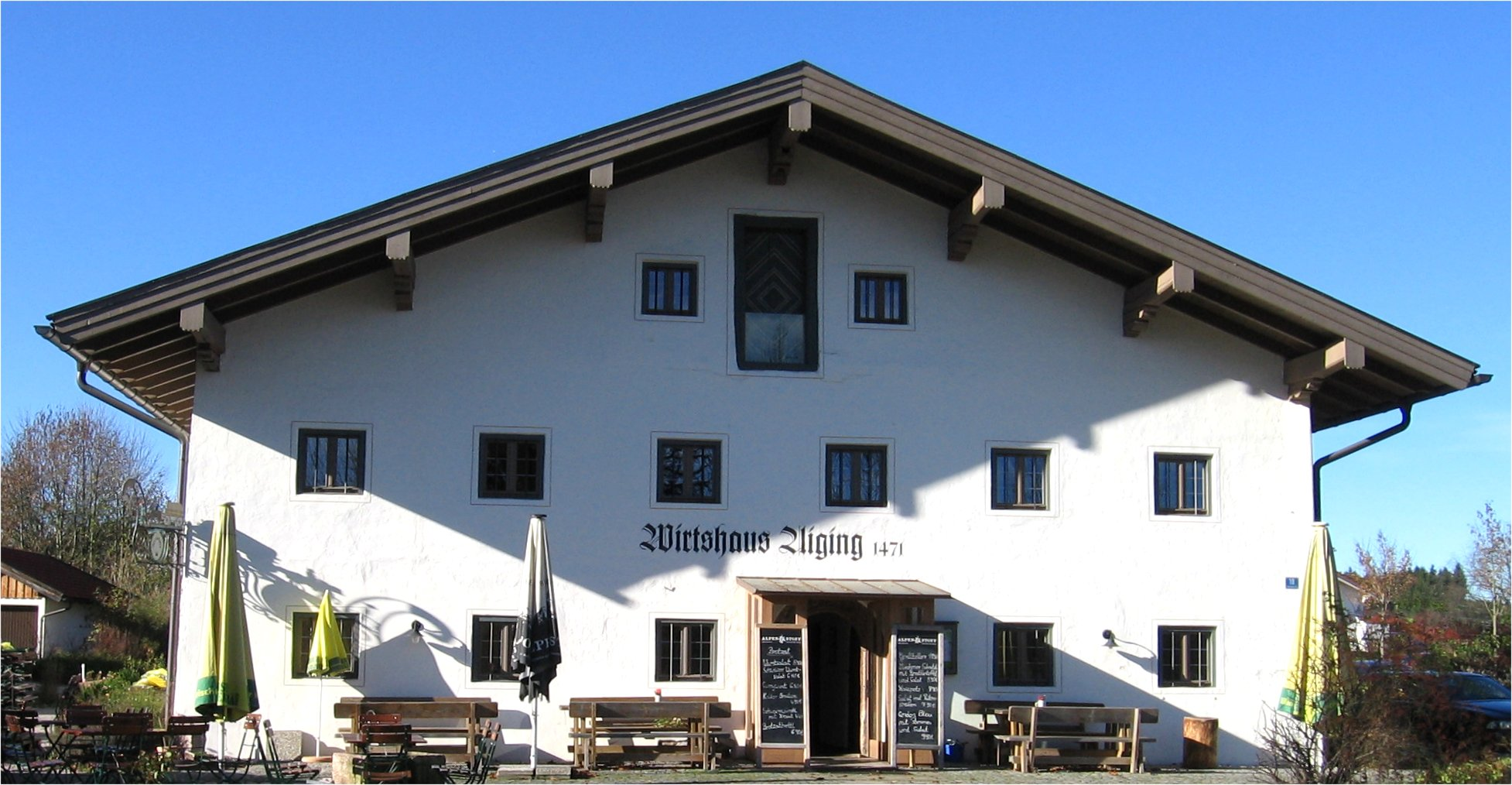
Taferngasthof Aiging 1471

Die Tafernwirtschaft in Aiging, einem Gemeindeteil von Nußdorf im oberbayerischen Landkreis Traunstein, wurde 1794 errichtet. Die Tafernwirtschaft an der Traunsteiner Straße 18 ist ein geschütztes Baudenkmal.
Der stattliche Einfirstbau mit Flachsatteldach besitzt Türgewände aus Rotmarmor. Am verputzten Massivbau mit Sieben-Pfettendach haben sich das rundbogige Portalgewände und die ehemalige Aufzugstür im Giebelfeld erhalten. 
Im Inneren ist im ehemaligen Saal im Obergeschoss die spätbarocke Stuckdekoration vorhanden.
Seit 2004 ist die Gemeinde Nußdorf Eigentümerin des Gasthauses. Im Januar 2025 gab die Gemeinde Nußdorf bekannt, dass unter neuer Führung der Taferngasthof mit dem Namenszug „Augenblick Aiging 1471“ als Gaststätte mit Übernachtungsmöglichkeit wieder geöffnet ist.